# Franz Xaver Riepl
Franz Xaver Riepl (29. listopadu 1790, Štýrský Hradec – 25. dubna 1857, Vídeň) byl rakouský geolog, stavitel železnic a hutní odborník.

## Život
Po ukončení studia na gymnáziu ve Štýrském Hradci v letech 1803–1809 studoval na univerzitě ve Vídni od 1809 a od 1810 absolvoval báňskou akademii v Báňské Štiavnici (Slovensko), kde složil závěrečnou zkoušku v roce 1813. V roce 1814 byl učitelem matematiky na gymnáziu v Štýrském Hradci. Mineralogii studoval ve Štýrském Hradci u Fridricha Moshe (1773–1839). V letech 1817–1819 byl hutním technikem u knížete Fürstenberga v Novém Jáchymově. V období 1819 až 1839 byl profesorem zbožíznalectví a přírodních věd na vídeňské polytechnice. V roce 1820 byl jmenován řádným profesorem zbožíznalectví a přírodních věd. V roce 1819 nakreslil první geologickou mapu Čech (Geognostische Karte von Böhmen). 1828 provedl průzkum plaského panství a doporučil rozšíření železáren. Od roku 1838 se věnoval výhradně stavbě železnic.
Na základě pověření arcibiskupského hofmistra hraběte Troyera, který vydal pověřovací listinu 9. prosince 1828, s ředitelem frýdlantských hutí F. Kleinpeterem, vybudoval pudlovací pec ve Vítkovicích na náklady arcibiskupa Rudopha Johanna.
V roce 1828 předložil návrh na vybudování parní železnice z Haliče přes Vídeň do Terstu. Až s podporou Salomona Mayera Rothschilda (1774–1855) byla zahájená v roce 1836 stavba Severní dráhy císaře Ferdinanda (SDCF) z Vídně do Bochně.
V roce 1831 vypracoval projekt koksových vysokých pecí ve Vítkovicích. V roce 1836 byla první koksová vysoká pec uvedena do provozu. Vyrobené železo splňovalo podmínku výroby kvalitních kolejnic pro výstavbu železnice, především pro SDCF.
F. X. Riepl zemřel 25. dubna 1857 ve Vídni.